# Pako Ayestaran
Francisco Martín Ayestarán Barandiarán (Beasain, 5 de fevereiro de 1963) é um treinador de futebol espanhol. que antes exercia as funções de preparador físico e assistente. Atualmente está sem clube.

## Carreira

### Início como assistente
Ayestarán teve uma breve passagem como jogador nas categorias de base da Real Sociedad, mas não seguiu carreira como atleta. Iniciou sua trajetória como preparador físico e, em 1996, tornou-se assistente técnico de Rafael Benítez no Osasuna. A dupla trabalhou junta também no CF Extremadura, CD Tenerife, Valencia e Liverpool.

#### Valencia e Liverpool
No Valencia, participou da conquista de duas Ligas Espanholas (2001–02 e 2003–04) e da Copa da UEFA de 2003–04.
Já no Liverpool, modernizou o departamento de preparação física, introduzindo métodos baseados em dados, programas individualizados de recuperação e os treinos em colinas ("Pako Hills") em Melwood. Steven Gerrard o descreveu como "o assistente perfeito", enquanto Peter Crouch afirmou que "Pako comandava os treinos".
Pako disse em relação ao treino, no Liverpool:
| “ | "O Treino é muito importante, penso que não interessa a forma que os jogadores pensam estar, o mesmo onze não pode jogar todos os jogos. Para mim, treinar é a coisa mais importante. É nosso trabalho fazer os jogadores perceberem o quão importante é treinar e as vezes os jogadores vêm ate mim e dizem que treinaram muito e precisam de jogar. Quando eles dizem isso, tu sabes que eles realmente nao perceberam" | ” |

.
Durante seu período no clube, contribuiu para conquistas importantes: venceu a Liga dos Campeões da UEFA (2004–05), a Supercopa da UEFA (2005), a Copa da Inglaterra (2005–06), a Supercopa da Inglaterra (2006), e foi vice-campeão da Liga dos Campeões da UEFA em 2006–07.
Em 1 de setembro de 2007, anunciou sua saída do clube após 11 anos de parceria com Benítez. A separação gerou controvérsia: Benítez o acusou de "traição" por manter conversas com outros clubes sem seu conhecimento, enquanto Ayestarán respondeu dizendo que o técnico espanhol havia "esquecido seus princípios". Após sair do Liverpool, recebeu convite de Avram Grant para integrar a comissão técnica do Chelsea FC, mas recusou a oferta.

#### Real Sociedad
No início de 2008, foi nomeado diretor esportivo da Real Sociedad, mas renunciou ao cargo semanas depois, alegando divergências com o então presidente Iñaki Badiola.

#### Benfica e retorno ao Valencia
Na temporada 2008–09, integrou a comissão técnica do Benfica como preparador físico, sob comando de Quique Sánchez Flores. Durante sua passagem, o clube venceu a Taça da Liga. Em relação ao Benfica:
| “ | "Quisemos conhecer melhor os desportistas que temos. Vê-los como indivíduos, saber que carências e virtudes têm. Aprofundámos o conhecimento acerca do estilo de trabalho que pode interessar a cada um, tendo em conta até as suas características. Analisámos também em que aspectos poderão estar mais susceptíveis a lesionar-se e testámos os parâmetros fisiológicos, como a velocidade e força, entre outros" | ” |

.
No ano seguinte, retornou ao Valencia para a temporada 2009–10, como preparador físico na equipe de Unai Emery. Deixou o clube em junho de 2010 para buscar novas oportunidades profissionais.

### Experiências como técnico
Em 2013, assumiu seu primeiro cargo como técnico principal no Tecos do México, conquistando o título do Clausura 2014 da Ascenso MX.
Na temporada 2014–15, comandou o Maccabi Tel Aviv e levou o clube a um triplete inédito: Liga, Copa e Copa Toto.
Em seguida, treinou o Santos Laguna e, em 2016, retornou ao Valencia como auxiliar de Gary Neville. Após a demissão do inglês, tornou-se técnico principal. Apesar de boas vitórias sobre Sevilla, Barcelona e Eibar, foi demitido em setembro de 2016 após início ruim na temporada 2016–17.
Assumiu o UD Las Palmas em setembro de 2017, mas foi demitido dois meses depois após seis derrotas em sete jogos.
Entre 2018 e 2019, dirigiu o Pachuca, obtendo 13 vitórias em 28 partidas. Em 2020, foi contratado pelo Tondela, de Portugal, levando o clube à sua melhor campanha na liga (12º lugar) e à semifinal inédita da Taça de Portugal.

### Aston Villa
Desde novembro de 2022, Ayestarán atua como auxiliar técnico de Unai Emery no Aston Villa. Tem sido peça-chave na ascensão do clube na Premier League, com destaque para a qualificação à Liga dos Campeões de 2024–25 — primeira vez do clube na competição desde 1983. Na temporada seguinte, o clube alcançou as quartas de final da Liga dos Campeões, sendo eliminado pelo Paris Saint-Germain com um placar agregado de 5–4.

## Estatísticas como treinador
Atualizadas até 21 de dezembro de 2021.
| Clube            | Início               | Até                    | Jogos | Jogos | Jogos | Jogos | Jogos | Jogos | Jogos | Jogos |
| Clube            | Início               | Até                    | J     | V     | E     | D     | GP    | GC    | SG    | %     |
| ---------------- | -------------------- | ---------------------- | ----- | ----- | ----- | ----- | ----- | ----- | ----- | ----- |
| Tecos            | 24 de agosto de 2013 | 29 de maio de 2014     | 28    | 10    | 13    | 5     | 61    | 48    | +13   | 35.71 |
| Maccabi Tel Aviv | 26 de agosto de 2014 | 1 de junho de 2015     | 37    | 22    | 9     | 6     | 83    | 36    | +47   | 59.46 |
| Santos Laguna    | 20 de agosto de 2015 | 22 de novembro de 2015 | 17    | 4     | 5     | 8     | 20    | 15    | +5    | 23.53 |
| Valencia         | 31 de março de 2016  | 20 de setembro de 2016 | 12    | 3     | 1     | 8     | 18    | 22    | −4    | 25    |
| Pachuca          | 29 de maio de 2018   | 20 de janeiro de 2019  | 28    | 12    | 9     | 7     | 55    | 42    | +13   | 42.86 |
| Tondela          | 10 de agosto de 2020 | presente               | 54    | 18    | 6     | 30    | 65    | 92    | −27   | 33.33 |
| Total            | Total                | Total                  | 185   | 70    | 44    | 71    | 318   | 286   | +32   | 37.84 |

## Títulos

### Como treinador
Tecos
- Ascenso MX: Clausura 2014

Maccabi Tel Aviv
- Campeonato Israelense: 2014–15[20]
- Copa do Estado de Israel: 2014–15[21]
- Copa Toto: 2014–15[22]

### Como auxiliar
Valencia
- La Liga: 2001–02 e 2003–04[23]
- Copa da UEFA: 2003–04[24]
- Supercopa da UEFA: 2004[25]

Liverpool
- Liga dos Campeões da UEFA: 2004–05[26]
- Supercopa da UEFA: 2005[27]
- Copa da Inglaterra: 2005–06[28]
- Supercopa da Inglaterra: 2006[29]

Benfica
- Taça da Liga: 2008–09[30]

Al-Ahli Dubai
- UAE Pro League: 2013–14[31]